# Led Zeppelin BBC Sessions
1997. november 11-én jelent meg a Led Zeppelin brit rockegyüttes Led Zeppelin BBC Sessions című albuma. Az első lemezen a BBC számára 1969-ben felvett dalok hallhatók, a második lemezen pedig az 1971. április 1-jén, a londoni Paris Theatre-ben adott koncert felvétele kapott helyet.
Hivatalos megjelenésük előtt a dalok nagy része kalózfelvételeken már hozzáférhető volt. Mivel az 1976-os The Song Remains the Same óta ez volt a zenekar első koncertalbuma, a rajongók nagy lelkesedéssel fogadták.

## Az album dalai

### 1. lemez
1. "You Shook Me" (Willie Dixon – J. B. Lenoir) – 5:14 1969. március 3. London
2. "I Can’t Quit You Baby" (Willie Dixon) – 4:22 1969. március 3. London
3. "Communication Breakdown" (John Bonham – John Paul Jones – Jimmy Page) – 3:12 1969. június 16. London
4. "Dazed and Confused" (Jimmy Page) – 6:39 1969. március 3. London
5. "The Girl I Love She Got Long Black Wavy Hair" (John Bonham – Sleepy John Estes – John Paul Jones – Jimmy Page – Robert Plant) – 3:00 1969. június 16. London
6. "What is and What Should Never Be" (Jimmy Page – Robert Plant) – 4:20 1969. június 24. London
7. "Communication Breakdown" (John Bonham – John Paul Jones – Jimmy Page) – 2:40 1969. június 24. London
8. "Traveling Riverside Blues" (Robert Johnson – Jimmy Page – Robert Plant) – 5:12 1969. június 24. London
9. "Whole Lotta Love" (John Bonham – Willie Dixon – John Paul Jones – Jimmy Page – Robert Plant) – 6:09 1969. június 24. London
10. "Somethin' Else" (Eddie Cochran – Sharon Sheeley) – 2:06 1969. június 16. London
11. "Communication Breakdown" (John Bonham – John Paul Jones – Jimmy Page) – 3:05 1969. június 27. London
12. "I Can't Quit You Baby" (Willie Dixon) – 6:21 1969. június 27. London
13. "You Shook Me" (Willie Dixon – J. B. Lenoir) – 10:19 1969. június 27. London
14. "How Many More Times" (John Bonham – John Paul Jones – Jimmy Page) – 11:51 1969. június 27. London

### 2. lemez
1971. április 1. Paris Theatre, London
1. "Immigrant Song" (Jimmy Page – Robert Plant) – 3:20
2. "Heartbreaker" (John Bonham – John Paul Jones – Jimmy Page – Robert Plant) – 5:16
3. "Since I’ve Been Loving You" (Jimmy Page – Robert Plant – John Paul Jones) – 6:56
4. "Black Dog" (Jimmy Page – Robert Plant – John Paul Jones) – 5:17
5. "Dazed and Confused" (Jimmy Page) – 18:36
6. "Stairway to Heaven" (Jimmy Page – Robert Plant) – 8:49
7. "Going to California" (Jimmy Page – Robert Plant) – 3:54
8. "That’s the Way" (Jimmy Page – Robert Plant) – 5:43
9. "Whole Lotta Love" (John Bonham – Willie Dixon – John Paul Jones – Jimmy Page – Robert Plant) – 13:45
10. "Thank You" (Jimmy Page – Robert Plant) – 6:37

## A felvételek
1. felvétel: John Peel's Top Gear
- Helyszín: Playhouse Theatre, Northumberland Avenue, London
- Időpont: 1969. március 3., hétfő
- Sugárzás időpontja: 1969. március 23., vasárnap (a Free, a Moody Blues és a Deep Purple is szerepelt)
- Dalok: 1. CD/1-4.
- Producer: Bernie Andrews
- Hangmérnök: Pete Ritzema
- Asszisztens: Bob Conduct

2. felvétel: Alexis Korner's Rythym and Blues, (BBC World Service)
- Helyszín: Maida Vale studio 4, Delaware Road, London
- Időpont: 1969. március 19., szerda
- Sugárzás időpontja: 1969. április 14., hétfő
- Dalok: "I Can't Quit You Baby", "You Shook Me", "Sunshine Woman". Az első kettőt letörölték, vagy elvesztek. Az utolsó nem jelent meg.
- Producer: Jeff Griffin

3. felvétel: Dave Symond's Tasty Pop Sundae (eredetileg Dave Symond Symonds on Sunday című műsora részére készült)
- Helyszín: Aeolian Hall studio 2, Bond Street, London
- Időpont: 1969. június 16., hétfő
- Sugárzás időpontja: 1969. április 22., vasárnap
- Dalok: 1. CD/5., 10. (eljátszották még a "Communication Breakdown"-t és a "What is and What Should Never Be" egyik korai változatát is)
- Producer: Paul Williams

4. felvétel: John Peel's Top Gear
- Helyszín: Maida Vale studio 4, Delaware Road, London
- Időpont: 1969. június 29., vasárnap
- Sugárzás időpontja: 1969. június 29., vasárnap
- Dalok: 1. CD/6., 8-9. (eljátszották még a "Communication Breakdown"-t is)
- Producer: John Walters
- Hangmérnök: Tony Wilson

5. felvétel: One Night Stand
- Helyszín: Playhouse Theatre
- Időpont: 1969. június 27., péntek
- Sugárzás időpontja: 1969. augusztus 10., vasárnap
- Dalok: 1. CD/11-14. (eljátszották még a "Dazed and Confused"-ot és a "White Summer/Black Mountain Side"-ot is)

6. felvétel: In Concert (műsorvezető: John Peel)
- Helyszín: Paris Cinema, Lower Regent Street, London
- Időpont: 1971. április 1., csütörtök
- Sugárzás időpontja: 1971. április 4., vasárnap
- Dalok: 2. CD/összes dal (eljátszották még a "Communication Breakdown"-t és a "What is and What Should Never Be"-t is)
- Producer: Jeff Griffin
- Hangmérnök: Tony Wilson

## Közreműködők
- Jimmy Page – gitár
- Robert Plant – ének
- John Paul Jones – basszusgitár, billentyűs hangszerek, mandolin
- John Bonham – dob, ütőhangszerek

### Produkció
- Jon Astley – felújítás
- Chris Walter – fényképek
- Andie Airfix – design
- Luis Rey – jegyzetek
- Jimmy Page – producer